# Autoroute C-31 (Espagne)
L'axe autonome C-31 relie Figueres à El Vendrell en alternant autoroute, voie rapide et route ordinaire sur 249 kilomètres.
Son parcours est interrompu par la rocade B-10 le long du littoral Barcelonais.

## Histoire
La portion entre Barcelone et Mataró ayant appartenu à l'axe A-19 a été inauguré en 1969.

## Parcours

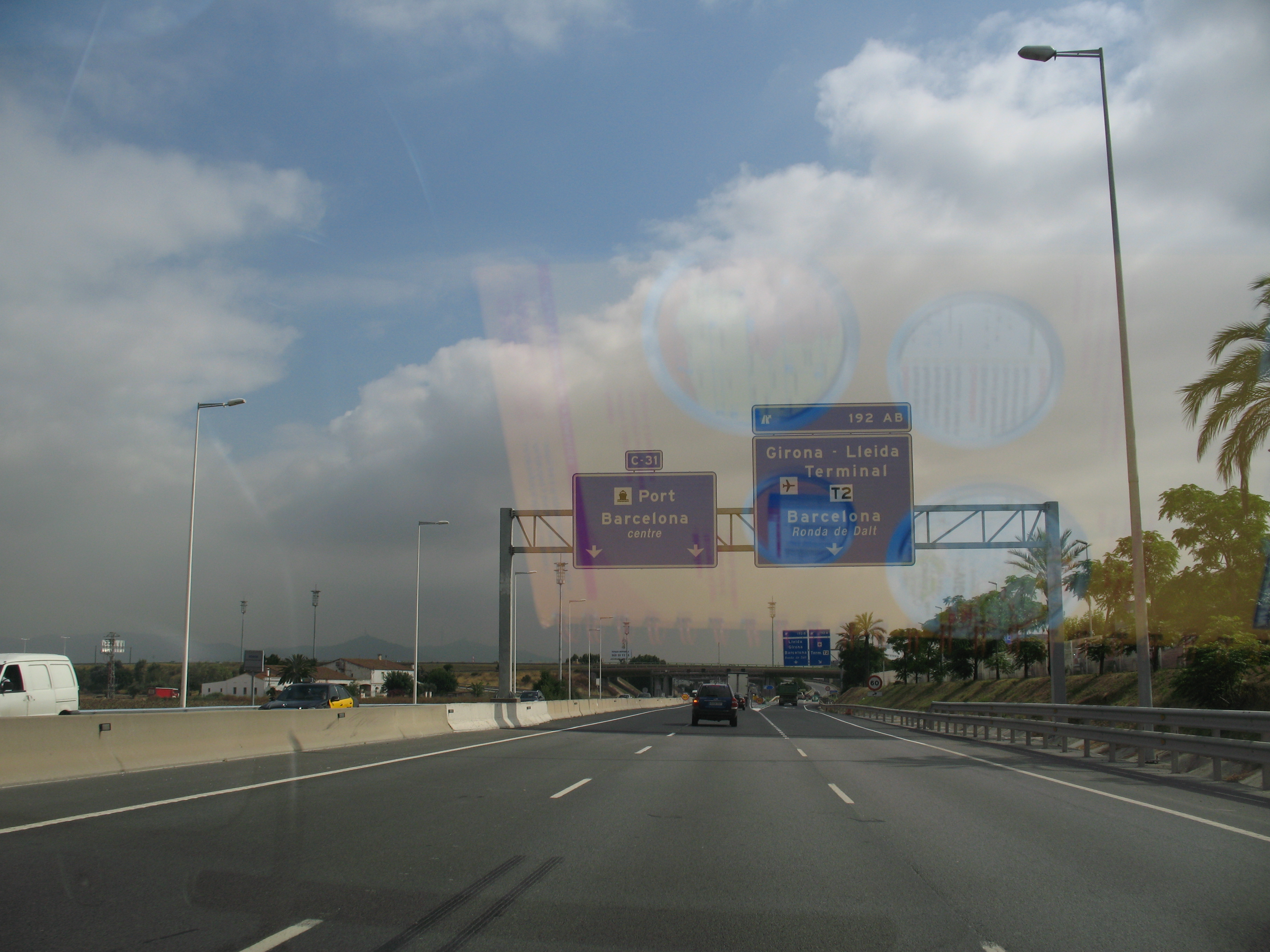
La voie express C-31 près de l'aéroport de Barcelone.

### DeBarceloneàCastelldefels
| Points | Destinations                               | Bifurcation | km  |
| ------ | ------------------------------------------ | ----------- | --- |
|        | Barcelona Grand Via de les Corts Catalanes |             | 199 |
| Sortie | Barcelone Passeig de la Zona Franca        |             | 198 |
| Sortie | Barcelone Bellvitge                        |             | 197 |
| Sortie | Lérida / Gérone                            | B-10        | 196 |
| Sortie | El Prat de Llobregat                       | B-250       | 195 |
| 192ab  | Aeroport de Barcelona                      | C-32B       | 193 |
|        | Àrea                                       | Àrea        | 192 |
| 190    | Viladecans Cargoparc                       | B-204       | 190 |
| Sortie |                                            |             | 186 |
| Sortie |                                            |             | 185 |
| Sortie | Castelldefels / La Pineda                  |             | 181 |
|        | Castelldefels                              | C-32        | 180 |